# Ciclul Morgaine
Seria Morgaine, cunoscută și sub numele de Ciclul Morgaine (The Morgaine Cycle) sau Poveștile Morgaine (The Morgaine Stories), este o serie de romane de fantezie științifică ale scriitoarei americane C. J. Cherryh, publicate de editura DAW Books. Ciclul prezintă o eroină care călătorește în spațiu și timp, Morgaine, și tovarășul ei loial Nhi Vanye i Chya ajuns în slujba ei din întâmplare.
Prima carte a seriei, Gate of Ivrel (1976), a fost primul roman publicat de Cherryh și a fost urmată la scurt timp de Well of Shiuan (1978) și Fires of Azeroth (1979). Aceste trei lucrări au fost ulterior lansate în ediții omnibus sub diferite titluri, inclusiv Cartea lui Morgaine, Cronicile lui Morgaine și Saga Morgaine. În 1988, Cherryh a publicat a patra carte din serie, Exile's Gate. Seria s-a vândut în peste 3 milioane de exemplare.
În anii 1980, Jane Fancher a început o adaptare grafică a romanului Gate of Ivrel în strânsă colaborare cu Cherryh. Deși nu a fost finalizată niciodată, Fancher a auto-publicat un segment al operei cu o copertă colorată și artă interioară alb-negru intitulată C. J. Cherryh's Gate of Ivrel No. 1 (1985). Două părți ale adaptării au fost ulterior publicate ca versiuni color de The Donning Company la editura sa Starblaze Graphics : Gate of Ivrel: Claiming Rites (1986) și Gate of Ivrel: Fever Dreams (1987). În 1987, Tor Books a publicat un roman interactiv plasat în universul lui Morgaine, The Witchfires of Leth (de Dan Greenberg).
Această serie a fost identificată ca având loc în universul Alianță-Uniune, deoarece se afirmă că Morgaine a fost trimisă în misiunea ei de a distruge Porțile de către Biroul de Științe al Uniunii, dar nu are prea multe în comun cu alte lucrări din acest univers.
Pe lângă porțile din Ivrel, porțile din Shiuan sunt numite fântâni (Well) iar cele din Azeroth sunt numite focuri (Fires) de către locuitorii de pe aceste planete.

## Fundal
La început, implicațiile călătoriei în timp prin Porți nu au reprezentat o chestiune de mare îngrijorare. Tehnologia a fost găsită printre ruinele unei lumi moarte din sistemul Qhal – o descoperire care a fost făcută în primele câteva decenii ale erei lor spațiale și care le-a deschis brusc accesul instantaneu către stele. Navele Qhal au fost folosite doar pentru transportul inițial al tehnicienilor și al echipamentelor pe distanțe de ani-lumină. După ce fiecare Poartă a unei Lumi a fost construită, călătoria către acea lume și la suprafața ei a devenit instantanee și Imperiul Qhal a progresat mult timp.
Astfel, construcția din centrul acestor romane este un set de „porți” care facilitează călătoria printre o serie de lumi îndepărtate conectate de aceste porți. Pe lângă călătoria dintr-un loc în altul, porțile pot fi folosite și pentru a facilita călătoria în timp. Cherryh a citat lucrările lui Edgar Rice Burroughs și Andre Norton ca influențe în dezvoltarea sistemului de poartă.
Datorită paradoxurilor temporale implicate în călătoriile în timp, porțile reprezintă o amenințare pentru cauzalitatea universală și, prin urmare, pentru viitorul nenumăratelor lumi. De fapt, așa cum este prezentat în istoria ciclului, utilizarea neînțeleaptă a proprietăților temporale ale porților a decimat deja cel puțin o civilizație foarte avansată, Qhal. Pentru a preveni astfel de nenorociri suplimentare, Morgaine este angajată într-o căutare de secole (și potențial infinită) care o duce din lume în lume prin porți, stabilind fiecare poartă pentru autodistrugere imediat după ce a folosit-o pentru a trece către următoarea. Nu este clar din poveste de cât timp călătorește Morgaine, dar se precizează că este ultima supraviețuitoare, posibil a doua generație, a unui grup de lucru de o sută de membri trimis de Biroul de Științe al Uniunii cu misiunea de a distruge porțile din univers. De-a lungul timpului le-a scăzut numărul, cu un act de trădare înainte de primul roman, lăsând-o pe Morgaine ca singura supraviețuitoare.
Porțile și alte articole din povești se bazează pe tehnologie avansată și nu există elemente magice sau supranaturale prezentate, astfel încât lucrările pot fi clasificate tehnic ca science fiction. Dar cărțile prezintă mai multe elemente comune fanteziei, inclusiv setări de tip medieval și niveluri scăzute de tehnologie pe lumile descrise în romane, o relație de tip feudal între personajele principale și război și armament în stil medieval .
De exemplu, arma principală a lui Morgaine, deși încorporează tehnologie avansată, are aspectul unei săbii. În tradiția săbiilor eroico-epice, are propriul său nume, Changeling. Această combinație de tehnologie și elemente mai comune fanteziei duce adesea la etichetarea cărților ca lucrări de „science fantasy”. Într-adevăr, pe propriul site web al autorului, ea le enumeră la rubrica „Romane fantastice”, nu la „Science Fiction”.  Poveștile au fost, de asemenea, identificate ca fantezie eroică și i-au adus autoarei calitatea de membru a Swordsmen and Sorcerers' Guild of America (SAGA), o societate literară care recunoaște realizări notabile în ficțiunea de fantezie eroică.

## Teme narative
O temă a cărților este schimbul de corpuri: cei care știu să manipuleze puterea Porților pot lua corpul altei persoane mai tinere pentru a-și prelungi viața, uneori la nesfârșit printr-o serie de astfel de schimburi. Această poftă de nemurire în detrimentul celorlalți este văzută la început ca un fel de groază supremă, dar este dezvăluit că poate exista un concurs de voințe în corpul gazdă, o personalitate devenind dominantă, dar păstrând amintirile și abilitățile celorlalți. Primele trei cărți formează o trilogie legată de urmărirea străvechiului trădător qhal al lui Morgaine, Liell, care ia trupul verișorului lui Vanye, Chya Roh, și fuge prin intermediul porților din lume în lume. Personalitatea lui Roh subsumează treptat pe maleficul Liell; când Morgaine îl prinde în sfârșit, îl cruță atât de dragul lui Roh, cât și al lui Vanye. A patra carte este o continuare a primelor trei, dar în termeni narativi este independentă.
O altă temă este statutul rasei extraterestre în ruine, qhal (numele și derivatele sale sunt scrise diferit în fiecare lume pe care Morgaine o vizitează: de exemplu, qujal, khal ) în raport cu ființele umane. Qhal a fost specia dominantă, dar a fost ruinată de utilizarea abuzivă a porților. (Porțile în sine sunt relicvele unei rase mai vechi, dispărute, despre care este dezvăluit în cartea a patra a tetralogiei, Exile’s Gate, că Morgaine este un descendent prin tatăl ei.) Toate lumile descrise au atât locuitori qhal cât și oameni, și se află la un nivel cvasi-medieval de dezvoltare (călătoria se face pe jos sau călare, de exemplu), cu tehnologie avansată prezentă, dar mai mult sau mai puțin ascunsă. Nu este întotdeauna explicat de unde provin populațiile umane. În Gate of Ivrel, printre principatele umane ruinate din Andur-Kursh, qhal-ii sunt urâți și temuți și puțini supraviețuiesc, deși rămân puternici. În peisajul mlăștinos din Well of Shiuan qhal este societatea dominantă, culturală și oamenii trăiesc în mizerie. În lumea împădurită din Fires of Azeroth, qhal și unii oameni au învățat să trăiască în respect reciproc, îngrijind mediul înconjurător (care include o altă rasă simțitoare, evident mult mai străină): acest aranjament paradisiac este amenințat de apariția prin poartă a refugiaților din Shiuan. În lumea Exile’s Gate, o societate dominantă qhal menține zonele populate de oameni supuse prin guvernatori qhal - exilații din curtea Domnului - care au fost forțați să ia formă umană.
O a treia temă este misterul identității speciei lui Morgaine. Ea seamănă cu qhal, fiind înaltă și subțire, cu părul lung și deschis, ochii și pielea palidă, dar susține că nu este qhal. Ea recunoaște în cele din urmă față de tovarășului ei Vanye în Fires of Azeroth că este rasă mixtă, cu o mamă umană și un tată din rasa care precede qhal, cea care a construit porțile. Poate că și-a ucis tatăl, probabil ca parte a misiunii sale. Membrii izolați ai acestei rase extrem de vechi încă supraviețuiesc, cum ar fi Domnul lumii din Exile’s Gate.

## Delimitarea personajului
Misterul care o înconjoară pe Morgaine este sporit de faptul că, poate în mod unic printre principalii protagoniști ai lui Cherryh, nu vedem niciodată acțiunea prin ochii ei. Povestea este relatată aproape în întregime prin ochii vasalului ei Nhi Vanye, a cărui teamă, respect și temere față de Morgaine, combinate cu tenacitatea, secretul și rezerva ei, o ajută să-și ascundă originile, scopurile sau motivațiile.
Nhi Vanye, vasalul și însoțitorul ei credincios, este fiul nelegitim al unuia dintre domnii din Andur-Kursh, a cărui cultură consideră drept magie neagră tehnologia avansată cu care, și împotriva căreia, Morgaine face război. Proscris ca un ucigaș de frate în țara lui, el este Ilin, un războinic fără adăpost asemănător cu un Ronin japonez, atunci când se întâlnesc mai întâi. Acceptând hrană și adăpost de la ea, conform unui rit antic Kurshin, el este obligat să îi ofere un an ca slujire. Încăpățânarea și simțul exagerat al onoarei asociate poporului său îl împiedică pe Vanye să-și încalce angajamentul, chiar dacă el consideră anul în serviciul unei vrăjitoare legendare ca o sentință la moarte, amenințându-i nu numai trupul, ci și sufletul - în special atunci când ea îi dă o sarcină imposibilă.
Caracterul și calitățile proprii ale lui Vanye sunt dezvăluite subtil prin reacțiile atât ale dușmanilor săi, cât și ale stăpânei sale, Morgaine.  Vanye se vede pe sine ca un eșec și un laș. Cititorul începe să înțeleagă, de-a lungul timpului, că, deși Vanye nu se acceptă niciodată ca respectând standardele, crede că un Uyo (cavaler) ar trebui să fie la înălțime, el este, așa cum îl văd Morgaine și dușmanii săi, formidabil: înfricoșător în luptă, inventiv, loial și, în ciuda îndoielilor și temerilor sale angoase, curajos nesăbuit.
Deși ea îl eliberează de servitutea sa la capătul romanului Gate of Ivrel, el o urmărește prin poartă către Shiuan, iar relația lor devine mai puternică. Ei ajung să se iubească, dar experiența este adesea dureroasă și confuză. Spre deosebire de majoritatea poveștilor de fantezie, narațiunea se bazează mult pe epuizarea, disconfortul, durerea și teama căutării lor presupuse fără sfârșit. Într-un stadiu incipient, Vanye, cu o temere evlavioasă față de tehnologia ei de vrăjitorie, de întoarcerea ei aparentă din moarte și de statutul ei legendar de condamnare străveche a regatelor Andur-Kursh, imploră să nu i se spună multe lucruri pe care Morgaine ar fi dispusă să le facă, ceea ce întârzie cu mult ritmul revelației. În toate cele patru romane, Vanye este separat de Morgaine și trebuie să se descurce singur între dușmani, neștiind dacă este încă în viață sau dacă se va opri pentru a reveni la el, cu o creștere concomitentă a tensiunii dramatice. Incertitudinile lui Vanye sunt una dintre principalele strategii pe care Cherryh le folosește pentru a menține cititorul într-o stare paralelă de incertitudine.

## Arta coperților
Toate coperțile originale au fost realizate de Michael Whelan. Reeditările și edițiile din Marea Britanie au diferite lucrări de copertă, de exemplu un portret în armură cu  Morgaine de John Higgins pentru ediția din 1989 The Chronicles of Morgaine. Jane Fancher a desenat coperta pentru cele trei romane grafice, iar coperta pentru The Witchfires of Leth a fost realizată de Doug Beekman.

## Adaptări
În aprilie 2013, s-a anunțat că drepturile de ecran pentru The Morgaine Stories au fost acordate producătorului Aaron Magnani, cu adaptări de Peter Arneson. Scenariul primului roman al seriei, Gate of Ivrel, a fost deja scris de Arneson. 

## Vezi și
- 1976 în științifico-fantastic
- 1978 în științifico-fantastic
- 1979 în științifico-fantastic
- 1988 în științifico-fantastic